# Sfarmă-fălci

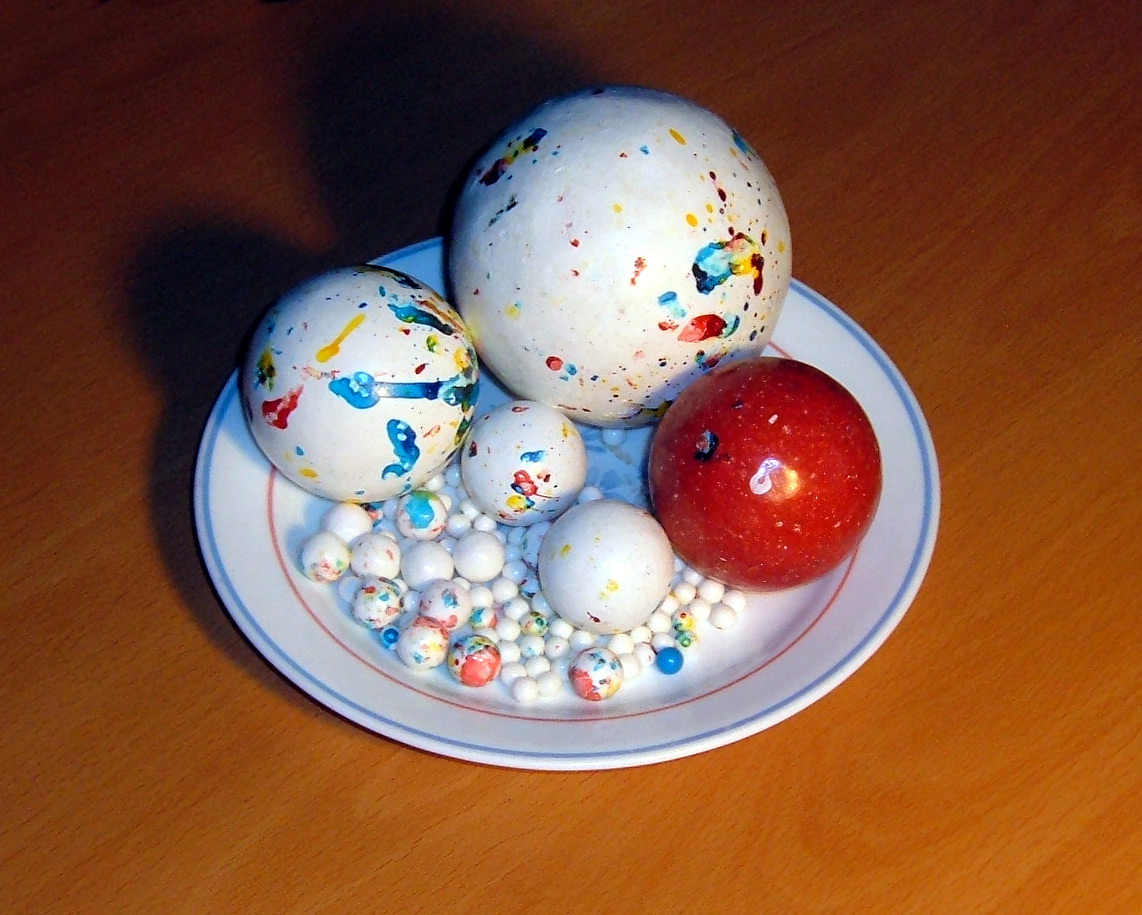
Sfarmă-fălci de diferite mărimi și culori. Cea mai mare are diametrul de aproximativ 7.5 cm.

Sfarmă fălci (sau sfarmă-fălci; (în engleză gobstopper-Marea Britanie;  jawbreaker-SUA) sunt niște bomboane foarte dure fabricate din zahăr. Au un diametru  între 1–8 cm (normal doar de 2–4 cm). Aceste bomboane sunt tradiționale (în acele zone) și sunt foarte apreciate de către copii pentru gustul, culorile și duritatea lor. Bomboanele au un proces mai greu de topire în gură, din cauza texturii foarte dure.

## Compoziție
Aceste bomboane sunt fabricate din zahăr și semințe de anason. Se amestecă componentele, la care zahărul se pune în niște forme pentru a face cupe dense de zahăr. Nucleul bomboanei se face din "zahăr lichid" la care cupele se adaugă lipindu-le tot cu zahăr. Masa totală se compactează într-un mod rotativ până se obține bomboana rotundă. Culoarea, aroma și gustul se adaugă în procesul de coacere a zahărului și a "asamblării" bomboanei.

## Trivia/Curiozități
- Aceste bomboane, încălzite la o temperatură excesivă, acumulează gaz între diversele cape, la care pot exploda creând flame.
- Nu se știe cum, dar o fată din SUA a suferit grave arsuri din cauza unor sfarmă-fălci explozive.
- În desenul animat Ed, Edd și Eddy aceste bomboane au o mărime excesivă și copiii fac orice ca să le obțină.